# David Pizarro
David Marcelo Pizarro Cortés (* 11. September 1979 in Valparaíso) ist ein ehemaliger chilenischer Fußballspieler, der zuletzt beim CF Universidad de Chile unter Vertrag stand.

## Karriere
Er begann seine Karriere 1997 in seiner Geburtsstadt beim Club de Deportes Santiago Wanderers. 1999 wechselte er nach Italien in die Serie A zu Udinese Calcio. Nachdem er mit Chile 1999 die südamerikanische U20-Meisterschaft gewonnen hatte, spielte er bei den Olympischen Spielen 2000 in Sydney und gewann dort mit dem Team die Bronzemedaille. Mittlerweile ist er Stammspieler in der chilenischen A-Nationalmannschaft. Mit seinem Wechsel im Sommer 2005 von Udinese Calcio zu Inter Mailand war er der zweite chilenische Spieler nach Iván Zamorano beim Mailänder Traditionsclub.
Pizarro wechselte am 19. August 2006 zum Meisterschaftsrivalen AS Rom und zu seinem „Lieblings“-Trainer Luciano Spalletti.
Am 31. Januar 2012 gab Manchester City bekannt, dass Pizarro bis Saisonende ausgeliehen werde. Nach Ende seines Leihvertrages wechselte er zur Saison 2012/13 zum AC Florenz.

## Erfolge

### Verein
- Italienischer Meister: 2005/06
- Italienischer Pokalsieger: 2005/06, 2006/07, 2007/08
- Englischer Meister: 2011/12

### Nationalmannschaft
- Bronzemedaille beim olympischen Fußballturnier: 2000
- Sieger der Copa América: 2015